# Isabel McBryde
Isabel McBryde (nacida el 16 de julio de 1934) AO es una arqueóloga australiana y profesora emérita de la Universidad Nacional de Australia (ANU) y miembro de la Escuela de Ciencias Sociales de la Facultad de Artes.  A McBryde se le atribuye la formación de "al menos tres generaciones de arqueólogos australianos"  y se la conoce cariñosamente como la "Madre de la arqueología australiana". McBryde tenía un enfoque "holístico" para estudiar la arqueología de la Australia aborigen, que han llevado a cabo muchos de sus alumnos (y los alumnos de sus alumnos).  McBryde también ha hecho contribuciones considerables a la preservación y protección del patrimonio cultural australiano, en particular el patrimonio cultural aborigen . 

## Biografía
McBryde nació en Fremantle, Australia Occidental, el 16 de julio de 1934.  Su familia se mudó a Melbourne poco después de su nacimiento.  McBryde completó honores y maestrías en latín e historia en la Universidad de Melbourne . Recibió su formación arqueológica formal en la Universidad de Cambridge, donde obtuvo un Diploma en Arqueología Prehistórica en 1959. 
En 1960, McBryde regresó a Australia y fue nombrado primer profesor de prehistoria e historia antigua en la Universidad de Nueva Inglaterra (UNE), el primer puesto titulado de este tipo en Australia. Realizó su doctorado en la UNE en 1966 con un estudio regional de la arqueología aborigen de la región de Nueva Inglaterra de Nueva Gales del Sur .  Según Sandra Bowdler y Genevieve Clune, su doctorado fue el primero otorgado basándose en el trabajo de campo arqueológico australiano.  En la UNE, McBryde organizó cursos de arqueología, centrándose en la "importancia de la arqueología con enfoque regional". McBryde fue nombrada profesora titular en el Departamento de Prehistoria y Antropología de la ANU en 1974,  y en 1986 fue nombrada presidenta de prehistoria.  McBryde se retiró de ANU en 1994. 

## Premios y honores
McBryde fue elegido miembro de la Academia Australiana de Humanidades en 1979. 
En 1990, McBryde se convirtió en Oficial de la Orden de Australia (AO) por su "servicio a la educación, particularmente en el campo de la Prehistoria australiana".  En 2001, McBryde recibió otro honor del gobierno australiano: la Medalla del Centenario "por su servicio al patrimonio cultural y como arqueólogo distinguido".  McBryde permaneció continuamente involucrada en el mundo de la academia arqueológica con gran entusiasmo, mientras revisaba periódicamente el trabajo arqueológico de sus compañeros. En 2003, McBryde recibió la Medalla Rhys Jones por su destacada contribución a la arqueología australiana, que es el más alto honor otorgado por la Asociación Arqueológica Australiana . En la mención de su medalla se señaló que: "Pocas personas han creado un legado tan duradero para la arqueología australiana. Ha tocado las mentes, los corazones y las acciones de prácticamente toda la comunidad arqueológica australiana. Es celebrada por estudiantes, comunidades indígenas, colegas y amigos." 
En 2005, McBryde recibió la membresía vitalicia por su destacada contribución a la Asociación Arqueológica Australiana, asociación de la que fue miembro fundador y también se desempeñó como su primera secretaria en 1974-1975. Su trabajo se describe y elogia en el libro galardonado de Billy Griffiths en 2018 , Deep Time Dreaming: Uncovering Ancient Australia .  

## Publicaciones
- Aboriginal prehistory in New England : an archaeological survey of northeastern New South Wales. Sydney: Sydney University Press. 1974. p. 390. ISBN 0424065304.
- Records of Times Past: Ethnohistorical Essays of the Culture and Ecology of the New England Tribes. Canberra: Australian Institute of Aboriginal Studies. 1978. ISBN 9780855750671.
- Coast and Estuary: Archaeological Investigations on the North Coast of New South Wales at Wombah and Schnapper Point. contributions by V.M Campbell. Canberra: Australian Institute of Aboriginal Studies. 1982. ISBN 9780855751173.
- Who Owns the Past?: Papers From the Annual Symposium of the Australian Academy of the Humanities. Melbourne: Oxford University Press. 1985. ISBN 9780195545654.
- Guests of the Governor: Aboriginal Residents of the First Government House. Sydney: Friends of the First Government House Site. 1989. ISBN 9780731655083.

## Otras lecturas
- Muchos intercambios: arqueología, historia, comunidad y el trabajo de Isabel McBryde (2005), Aboriginal History Inc. [16]
- Wil-im-ee Moor-ring: ¿O de dónde vienen las hachas? Por Isabel McBryde (1978) [17]